# Elecciones locales de Medellín de 2015
Las Elecciones municipales de Medellín de 2015, se llevaron a cabo el domingo 25 de octubre. en la ciudad de Medellín, de acuerdo a la Resolución 13331 del 25 de junio de 2014, expedida por la Registraduría Nacional del Estado Civil, entidad encargada del proceso electoral colombiano. En dichas elecciones, los habitantes medellinenses eligieron los siguientes cargos para un periodo de cuatro años contados a partir del 1 de enero de 2020:
- Alcalde de Medellín.
- Gobernador de Antioquia.
- Concejales de Medellín.
- Diputados de la Asamblea Departamental de Antioquia.
- Ediles de las Juntas Administrativas Locales.

## Legislación
Según la Constitución de Colombia, pueden ejercer su derecho a sufragio los ciudadanos mayores 18 años de edad que no hagan parte de la Fuerza Pública, no estén en un proceso de interdicción, y que no hayan sido condenados. Las personas que se encuentran en centros de reclusión, tales como cárceles o reformatorios, podrán votar en los establecimientos que determine la Registraduría Nacional. La inscripción en el registro civil no es automática, el ciudadano debe dirigirse a la sede regional de la Registraduría para inscribir su identificación personal en un puesto de votación.
La Ley 136 de 1994 establece que para ser elegido alcalde se requiere ser ciudadano colombiano en ejercicio y haber nacido o ser residente del respectivo municipio o de la correspondiente área metropolitana durante un año anterior a la fecha de inscripción o durante un período mínimo de tres años consecutivos en cualquier época. El alcalde se elige por mayoría simple, sin tener en cuenta la diferencia de votos con relación a quien obtenga el segundo lugar. 
Está prohibido para los funcionarios públicos del Distrito difundir propaganda electoral a favor o en contra de cualquier partido, agrupación o movimiento político, a través de publicaciones, estaciones de televisión y de radio o imprenta pública, según la Constitución y la Ley Estatutaria de Garantías Electorales. También les está expresamente prohibido acosar, presionar, o determinar, en cualquier forma, a subalternos para que respalden alguna causa, campaña o controversia política.
Los organismos encargados de velar administrativamente por el evento son la Registraduría Nacional del Estado Civil y el Consejo Nacional Electoral

### Voto en blanco
En Colombia el voto en blanco se considera una expresión del disenso a través del cual se promueve la protección de la libertad del elector. En la normativa electoral colombiana, el voto en blanco es “una expresión política de disentimiento, abstención o inconformidad, con efectos políticos”. Algunas discusiones del Congreso se señaló que esa mayoría debía ser mayoría simple, sin embargo la Corte Constitucional ha hecho consideraciones que indican que se requeriría de mayoría absoluta, aunque no se ha pronunciado, ni conceptuado sobre este acto legislativo.

## Definición de candidaturas

### Partido de la U-Cambio Radical-Partido Conservador
Gabriel Jaime Rico
Periodista de la Universidad de Antioquia, especialista en Gerencia de la Universidad Pontificia Bolivariana y en Gobierno Público de la Universidad de Medellín, magíster en Desarrollo de la Universidad Pontificia Bolivariana y magíster y doctorando en Relaciones Internacionales de la Universidad Rey Juan Carlos de España. Fue gerente de Plaza Mayor entre el 2012 y el 2014 y concejal de Medellín entre el 2001 y 2007. El 15 de abril de 2015, el Partido de la U dio a conocer que Rico sería su candidato para la Alcaldía de Medellín, el 5 de mayo el Partido Cambio Radical entregó el aval que lo reconoce como el candidato de dicho partido a las elecciones regionales de octubre.

### Alianza VerdeyAlianza Social Independiente
Alonso Salazar
Periodista de la Universidad de Antioquia, fue secretario de gobierno del alcalde Sergio Fajardo y posteriormente ejerció como alcalde de la ciudad en el periodo 2008-2011.

### Polo Democrático Alternativo
Héctor Hoyos Meneses
Abogado de la Universidad de Medellín, con especialización en Derecho Administrativo de la misma universidad y en Derecho Constitucional de la Universidad de Antioquia y reconocido animalista de la ciudad de Medellín. Es el segundo de cinco hijos de Óscar Hoyos Naranjo, quién se destacó como constituyente, concejal de Medellín y diputado. Fue proclamado el 9 de junio de 2015 por la Coordinadora Municipal del Polo Democrático en Medellín como candidato a la alcaldía de la ciudad.

## Candidatos a la Alcaldía
Los siguientes son los nombres de las personas que quieren llegar a la alcaldía, junto con los partidos que los avalan y apoyan.
| Candidatos | Candidatos | Candidatos                                   | Partido o Movimiento                                            | Cargos Públicos |
| ---------- | ---------- | -------------------------------------------- | --------------------------------------------------------------- | --- |
|            |            | Federico Gutiérrez (40 años) Ingeniero Civil | G.S.C Creemos Partido Liberal                                   | - Concejal de Medellín (2004 - 2012) - Vicepresidente I del Concejo de Medellín (2005 - 2006) - Presidente del Concejo de Medellín (2008 - 2009) |
|            |            | Juan Carlos Vélez (50 años) Abogado          | Centro Democrático                                              | - Concejal de Medellín (1994 - 1998) - Director de la Aeronáutica Civil (2001 - 2005) - Senador de la República (2010 - 2014)                    |
|            |            | Gabriel Jaime Rico (43 años) Periodista      | Partido de la U Cambio Radical Partido Conservador              | - Concejal de Medellín (2000 - 2008) |
|            |            | Alonso Salazar (55 años) Periodista          | Alianza Verde Compromiso Ciudadano Alianza Social Independiente | - Secretario de Gobierno de Medellín (2004 - 2006) - Alcalde de Medellín (2008 - 2012)                                                           |
|            |            | Héctor Hoyos Abogado                         | Polo Democrático Alternativo                                    | |

## Encuestas
| Fecha      | Encuestador      | Candidato          | Candidato       | Candidato     | Candidato      | Candidato      | Candidato | Candidato        | Candidato       | Candidato     | Candidato |
| Fecha      | Encuestador      | Federico Gutiérrez | Gabriel J. Rico | Juan C. Vélez | Eugenio Prieto | Alonso Salazar | En blanco | Indeciso (Ns/Nr) | Margen de error | Fuente        |           |
| ---------- | ---------------- | ------------------ | --------------- | ------------- | -------------- | -------------- | --------- | ---------------- | --------------- | ------------- | --------- |
| 29/10/2014 | Cifras&Conceptos | 13%                | 7%              | 4%            | -              | -              | 33%       | 21%              | 2.9%            | Caracol Radio |           |
| 03/12/2014 | Cifras&Conceptos | 9%                 | 4%              | 4%            | -              | -              | 34%       | 25%              |                 | Polimétrica   |           |
| 03/02/2015 | Cifras&Conceptos | 12%                | 4%              | 3%            | 10%            | 16%            | 21%       | 18%              | 1.8%            | Caracol Radio |           |
| 23/03/2015 | Cifras&Conceptos | 4%                 | 7%              | 6%            | 8%             | 17%            | -         | 15%              | 1.8%            | Polimétrica   |           |
| 27/03/2015 | Datexco          | 6,8%               | 11,3%           | 5,6%          | 9,5%           | 24,8%          | 12,8%     | 8,8%             | 3,46%           | La W          |           |
| 21/04/2015 | CNC              | 8%                 | 8%              | 8%            | 8%             | 28%            | 6%        | 19%              | 4,4%            | CM&           |           |
| 03/05/2015 | Gallup           | 18,1%              | 8,5%            | 14,3%         | 8%             | 24,4%          | 26,8%     |                  | 6%              | El Colombiano |           |
| 05/10/2015 | Cifras&Conceptos | 7%                 | 11%             | 44%           | -              | 12%            | 11%       | 1%               | 3,4%            | Caracol Radio |           |

## Resultados
| Total votos por candidato | 641,580 | 87.13% |
| Votos en blanco           | 45,086  | 6.12%  |
| Total votos válidos       | 686,666 | 93.25% |

| Candidato                         | Partido - Movimiento                                     | Votos   | Porcentaje |
| Federico Andrés Gutiérrez Zuluaga | G.S.C Creemos - Partido Liberal                          | 246,221 | 35.81%     |
| Juan Carlos Roberto Velez Uribe   | Part. Centro Democrático                                 | 236,632 | 34.41%     |
| Gabriel Jaime Rico Betancur       | Gran Alianza Por Medellín                                | 111,796 | 16.26%     |
| Fabio Alonso Salazar Jaramillo    | Part. Alianza Verde - Part. Alianza Social Independiente | 37,492  | 5.46%      |
| Héctor Manuel Hoyos Meneses       | Part. Polo Democrático Alternativo                       | 9,439   | 1.37%      |